# Zapovednik Lenadelta
Zapovednik Lenadelta (Russisch: Усть-Ленский государственный природный заповедник) is een strikt natuurreservaat gelegen in de Russische autonome republiek Jakoetië. De oprichting als zapovednik vond plaats op 18 december 1985 per decreet (№ 571/1985) van de Raad van Ministers van de Russische SFSR en heeft een oppervlakte van 14.330 km². Ook werd er een bufferzone van 938,93 km² ingesteld. Toegang tot het gebied is alleen mogelijk met een speciale toestemming van het federaal bestuursorgaan of de directie van Zapovednik Lenadelta.

## Kenmerken
De Zapovednik Lenadelta bestaat uit twee deelgebieden. De grootste hiervan is "Deltovy", de Lenadelta zelf, met een oppervlakte van 13.000 km². Het andere deelgebied heet "Sokol" (letterlijk: valk) en omvat de noordelijke uitlopers van de bergkam Charaoelach. Sokol geeft een typisch voorbeeld weer van kust- en bergtoendra met de bijbehorende fauna. De Lenadelta ligt ten noorden van de poolcirkel en kent een zeer ruw klimaat. De gemiddelde jaartemperatuur ligt tussen de −13,2 en −14,3°C. De koudste maand is januari, wanneer het kwik gemiddeld ligt tussen −32,6 en −34°C. Het absolute minimum dat ooit in het gebied is vastgesteld is −54°C, in de Tiksibaai. De warmste periode valt in de tweede helft van juli en de eerste helft van augustus. In juli is de temperatuur gemiddeld 7,3 à 7,5°C. De maximale temperatuur die ooit werd vastgesteld is 33°C in het zuidelijke deel van de delta. Zapovednik Lenadelta is 240 à 250 dagen per jaar met sneeuw bedekt.

## Doel van de zapovednik
Zapovednik Lenadelta werd opgericht om de natuurlijke processen in de subarctische en arctische toendra aan de benedenloop van de Lena te behouden en bestuderen, alsmede de aangrenzende wateren van de Laptevzee. Ook werd er de basis gelegd voor het herstel en de rationele omgang met natuurlijke hulpbronnen in het noorden van Jakoetië.

## Flora en fauna
Onder de gewervelde dieren bevinden zich 184 soorten, waarvan 43 behoren tot de klasse der vissen, 109 tot de klasse der vogels en 32 tot de klasse der zoogdieren. Vissen die voorkomen in de wateren van de Lenadelta zijn e.g. de chumzalm (Oncorhynchus keta), roze zalm (Oncorhynchus gorbuscha), toegoen (Coregonus tugun tugun) en Siberische vlagzalm (Thymallus arcticus pallasii). Broedvogels die algemeen voorkomen in de Lenadelta zijn bijvoorbeeld de parelduiker (Gavia arctica), kolgans (Anser albifrons), kleine zwaan (Cygnus bewickii), Stellers eider (Polysticta stelleri), ruigpootbuizerd (Buteo lagopus), moerassneeuwhoen (Lagopus lagopus), alpensneeuwhoen (Lagopus muta), zilverplevier (Pluvialis squatarola), krombekstrandloper (Calidris ferruginea), Ross' meeuw (Rhodostethia rosea), ijsgors (Calcarius lapponicus) en sneeuwgors (Plectrophenax nivalis). Zwarte rotganzen (Branta bernicla nigricans) worden alleen gevonden op het eiland Chardyrgastaach. Afhankelijk van de omstandigheden broeden hier 60 tot 200 koppels. Soorten als de roodkeelpieper (Anthus cervinus), dwerggors (Emberiza pusilla) en bergheggenmus (Prunella montanella) worden vooral waargenomen in het zuidelijke deel van de delta en de omringende berggebieden. Onder de zoogdieren bevindt zich bijvoorbeeld het rendier (Rangifer tarandus), poolvos (Alopex lagopus), hermelijn (Mustela erminea), halsbandlemming (Dicrostonyx torquatus) en Siberische lemming (Lemmus sibiricus). De kamtsjatkamarmot (Marmota camtschatica), sneeuwschaap (Ovis nivicola) en noordelijke fluithaas (Ochotona hyperborea) leven alleen in de noordelijke uitlopers van de bergkam Charaoelach en Toeora Sis.